# Тронше, Франсуа Дени
Франсуа́ Дени́ Тронше́ (Троншэ, фр. François Denis Tronchet; 23 марта 1723 года, Париж — 10 марта 1806 года, там же) — французский правовед и адвокат; деятель Французской революции. Внёс значительный вклад в кодификацию французского права. Один из адвокатов на суде над Людовиком XVI.

## Карьера
Сын прокурора парижского парламента (верховного суда), сам сделавшийся адвокатом при парижском парламенте в 1745 году. В 1789 году избран старшиной парижских адвокатов (главой парижской адвокатской корпорации) и представителем Парижа в Национальном собрании; выступил против присяжных в гражданском процессе, но стоял за устранение всяких остатков феодализма.
В 1793 году был одним из защитников Людовика XVI. В 1795—99 гг. заседал в совете старейшин; принимал деятельное участие в законодательных работах того времени, потом в первой комиссия для подготовки гражданского кодекса законов. С 1800 года был президентом кассационного суда, затем председателем комиссии для выработки гражданского кодекса. В 1801 году назначен сенатором, в 1802 году — президентом сената.